# Каїд ібн Хаммад
Каїд ібн Хаммад ібн Булуггін (араб. قائد بن حماد بن بلوجين; д/н — 1054) — 2-й султан держави Хаммадідів у 1028—1054 роках.

## Життєпис
Син еміра Хаммада ібн Білуггіна. Про молоді роки відомостей обмаль. 1028 року після смерті батька успадкував владу. Призначив брата Юсуфа намісником в Алжирі, іншого брата — Углана — намісником Хамзи.
Спочатку зберігав політику попередника щодо стосунків із сусідами, зосередившись на розбудові міст. Підтримував розвиток землеробства. Сприяв торгівлі, особливо з державами внутрішньої долини Нігера.
1038 року зазнав нападу з боку Хамами ібн аль-Муїзза, еміра Фесу. Відбив напад, після чого перейшов у наступ. Каїд ібн Хаммада захопив Фес, поваливши Хамаму. В результаті розширив кордони майже до атлантичного узбережжя. Втім у 1040 році зазнав нападу з боку Аль-Муїзза ібн Бадіса, еміра зірідів, який взяв в облогу столицю Хаммадидів — Бені-Хаммад. Втім Каїду вдалося відбити напад. В свою чергу вдерся до Іфрикії, але без особливого успіху. Зрештою 1042 року уклав мирний договір з Зірідами. разом з тим втратив Фес.
1048 року, коли зірідський емір аль-Муїзз ібн Бадіс оголосив про вірність Аббасидам, Каїд перейшов на бік Фатімідів, отримавши від халіфа Мустансира титул Шараф аль-Даула (Слуга держави). В подальшому підтримав вторгнення бедуїнських племен Бану-хілаль і Бану-сулайм, які відправив Мустансир проти зірідів. Активно розширив володіння на схід за рахунок аль-Муїзза ібн Бадіса, здобувши Константіну, встановивши зверхність на емірами Суса і Туніса, що стали незалежними від Зірідів.
Помер 1045 року. Йому спадкував Мухсін.